# بیترن لیک
بیترن لیک (به انگلیسی: Bittern Lake) یک منطقهٔ مسکونی در کانادا است که در آلبرتا واقع شده‌است. بیترن لیک ۲۲۰ نفر جمعیت دارد و ۸۶۲ متر بالاتر از سطح دریا واقع شده‌است.